# Feldflieger-Abteilung 1
Feldflieger-Abteilung Nr. 1 – FFA 1 (Polowy oddział lotniczy nr 1) jednostka obserwacyjna i rozpoznawcza lotnictwa niemieckiego Luftstreitkräfte z początkowego okresu I wojny światowej.

## Informacje ogólne
Pierwszy niemiecki oddział lotniczy utworzony w 1912 roku. W momencie utworzenia posiadał 4 samoloty 21 oficerów i 306 szeregowych. W momencie wybuchu I wojny światowej z dniem 1 sierpnia 1914 roku jako jednostka pomocnicza 2 Armii Cesarstwa Niemieckiego została przydzielono do większej jednostki Batalionu Lotniczego Nr.1 (Döbernitz).
Pierwszym dowódcą jednostki został kapitan Jasper von Oertzen
W początkowym okresie działalności jednostka była przydzielona do korpusu gwardii 2 Armii i stacjonowała na lotnisku Thirimont w okolicach Malmedy. Po zajęciu Belgii przez Niemcy jednostka została przeniesiona na lotnisko Cerfontaine, a później Crupilly.
W szeregach 2 Armii jednostka pozostawała do 12 listopada 1914 roku. Następnie na 8 dni została przydzielona do 6 Armii, a wkrótce do 4 Armii, w której dyspozycji przebywała do stycznia 1915 roku. Od marca do września 1915 roku walczyła na froncie wschodnim w Galicji. Jednostka stacjonowała w Jarosławiu w maju 1915 roku, Lubaczowie wrzesień 1915. Z Galicji została przeniesiona na front serbski(do grudnia 1915 roku), a później do Macedonii. Od maja 1916 roku powróciła na front zachodni w obręb działania 5 Armii i stacjonowała w Mouzay (Moza) na terytorium Francji
15 stycznia 1917 roku jednostka została przeformowana i zmieniona we Fliegerabteilung 273 (Artillerie) (FA 273 A).
W jednostce służyli m.in. Reinhold Jahnow, który był pierwszym oficerem Luftstreitkräfte, który rozbił się w czasie wojny (12 sierpnia 1914), Ernst von Bornstedt, który zginął pod Bieczem 7 maja 1915 roku, Carl Holler, Fritz Jacobsen, Max von Müller.

## Dowódcy Eskadry
| Stopień | Nazwisko           | Okres                   |
| ------- | ------------------ | ----------------------- |
| Kapitan | Jasper von Oertzen | 01.08.1914 – xx.05.1915 |
| Kapitan | von Westarp        | xx.05.1915 – xx.xx.1916 |
| Kapitan | Karl Dincklage     | xx.08.1916 – 13.09.1916 |
| Kapitan | von Apell          |                         |